# Heteropoda maxima
Heteropoda maxima är en spindelart som upptäcktes 2001 i Laos och beskrevs samma år av Jäger. Med sina 30 cm anses den vara den största spindelarten i världen, sett till benens räckvidd. Heteropoda maxima ingår i släktet Heteropoda och familjen jättekrabbspindlar.
Inga underarter finns listade i Catalogue of Life.

## Kannibalism
Florian och Diana Schnös upptäckte kannibalism bland arten av Heteropoda Maxima i en grotta i Laos. Honorna kan ibland äta Hanarna efter att de har parat sig.